# Iatrogénèse

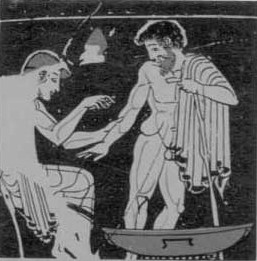
Un médecin (du grec iatros) grec (plus de 400 ans av. J.-C.) effectue une saignée sur un patient (vers 480-470 av. J.-C., Louvre, Dpt. des Antiquités Grecques/Romaines, Paris).

L'iatrogénèse ou iatrogénie est l'ensemble des conséquences néfastes sur l'état de santé individuel ou collectif de tout acte ou mesure pratiqué ou prescrit par un professionnel de santé habilité et qui vise à préserver, améliorer ou rétablir la santé.
En France, le Haut Conseil de la santé publique considère comme iatrogènes « les conséquences indésirables ou négatives sur l'état de santé individuel ou collectif de tout acte ou mesure pratiqués ou prescrits par un professionnel habilité et qui vise à préserver, améliorer ou rétablir la santé ».
La notion est donc très générale, qualifiant un trouble ou un effet non souhaitable consécutif :
- à l'intervention d'un médecin ou autre professionnel de la santé, qu'il y ait ou non erreur de traitement ;
- ou à l'utilisation d'un médicament, qu'elle corresponde ou non à son indication habituelle.

## Terminologie
Les termes de iatrogénèse et de iatrogénie désignent la même réalité, le second étant l'ancien terme préconisé, mais qui reste encore davantage utilisé aujourd'hui. De même, les adjectifs qui s'y rapportent, iatrogène et iatrogénique sont synonymes.
Une maladie, un état, un effet secondaire, etc., sont dits iatrogènes lorsqu'ils sont occasionnés par un traitement médical. En grec, le mot signifie littéralement « provoqué par le médecin » (du grec ancien  ἰατρός  /  iatros , « médecin », et  γένεσις  /  genesis , « origine ») , ou par d'autres professionnels de la santé, par exemple par un pharmacien.

## La iatrogénèse (en particulier médicamenteuse) en questions

### Qu'est-ce que la iatrogénèse médicamenteuse?
Tout médicament a des effets bénéfiques, mais aussi des effets indésirables. Ils peuvent provenir :
- du médicament lui-même,
- de son association avec un autre médicament,
- de son incompatibilité avec le malade,
- d'une erreur de prise.

C'est ce qu'on appelle la iatrogénèse médicamenteuse.

### Importance du risque

#### En France
La réduction du risque iatrogène a été définie comme une priorité par la Conférence nationale de santé de 1996.
« Une première étude, menée en France en 1997 par le Réseau des Centres Régionaux de pharmacovigilance, chez les malades hospitalisés un jour donné, dans des services de médecine, de chirurgie et de long séjour, a montré que la prévalence des effets indésirables médicamenteux était de 10,3 %. 33 % correspondaient à des effets indésirables graves. »
En 1998, une étude indique que ces effets indésirables sont la cause de 128 000 hospitalisations chaque année en France,.
En 2005, selon le Ministère de la Santé, il y a 8 000 décès annuels du fait des interactions médicamenteuses, qui ne représentent qu'une partie de la iatrogénèse médicamenteuse. La même année, lors d'une mission d'information du Sénat sur le médicament, il est rappelé que l'ONIAM, ne disposant que de données d'indemnisation, n'est pas en mesure d'établir des statistiques fiables sur ces effets indésirables. L'organisme ne peut donc pas corroborer une mention que « les chiffres les plus couramment avancés font état de 140 000 hospitalisations provoquées par des accidents médicamenteux et 13 000 décès avérés. ».
En 2020, le CHU de Nîmes crée le Centre d'Evaluation et de Prévention du Risque Iatrogène Médicamenteux (Ceprim). D'après un des médecins du centre, l'iatrogénie médicamenteuse serait la cause de 10 000 décès et 130 000 hospitalisations chaque année en France. 

#### Dans les autres pays
Aux États-Unis, l'iatrogénie médicamenteuse constitue la 5e cause de mortalité. 

### Iatrogénèse totale, risques, risques évitables et mortalité

#### En France
L'iatrogénèse totale est plus générale que l'iatrogénèse médicamenteuse.
Le Comité de coordination de l'évaluation clinique et de la qualité en Nouvelle-Aquitaine (CCECQA), à Bordeaux, a étudié l'iatrogénèse en milieu hospitalier en France. Cette évaluation du risque iatrogénique grave dans les établissements de santé fait apparaître un risque de 15 %, dont 6,2 % seraient évitables.
L'iatrogénèse totale (en ajoutant causes immédiates et associées) a été estimée par l'INSERM (1997) à 10 000 décès/an, hors infections nosocomiales (qui elles sont estimées causer 4 200 décès par an en France). Mais « cette approche sous-estime très probablement la réalité » selon le document DGS/GTNDO. La seule « mortalité par cancers liée à l’irradiation médicale à visée diagnostique est estimée à 3 000–5 000 /an, dont une partie évitable. » Et les 13 000 décès avérés (et peut-être jusqu'à 32 000) à la suite d'un accident médicamenteux ne sont qu'une (autre) partie des décès hors infections nosocomiales. 
Au total, évènements iatrogènes et infections nosocomiales représenteraient plus de 20 000 décès/an. Des estimations complémentaires font apparaître des chiffres beaucoup plus élevés : 34 200 décès annuels, voire plus.
La (seule) iatrogénèse médicamenteuse a été étudiée en milieu hospitalier, par exemple au 2e Forum AAQTE, 1998 : Lutter contre l'erreur médicamenteuse  et à la 4e journée de l'AAQTE, 2002.

#### Dans les autres pays
Une  étude menée en 1999 dans les pays francophones d'Europe a montré une augmentation du risque iatrogène en réanimation.

### Pourquoi les personnes âgées sont-elles plus touchées par l'iatrogénèse médicamenteuse?
Les personnes de plus de 65 ans sont 2 fois plus souvent touchées : 
- avec l'âge, le nombre de maladies augmente, et la consommation de médicaments aussi ;
- l'organisme élimine moins bien les médicaments[10] ;
- le risque de se tromper dans les différentes prises est accru ;
- ainsi que le risque d'interactions médicamenteuses.

Extrait d'une lettre du Directeur de l'Agence française de sécurité sanitaire des produits de santé (AFSSaPS) aux professionnels de santé, 29 juin 2005 :
« Les personnes âgées sont particulièrement exposées au risque d’effets indésirables liés à la prise de médicaments : les événements indésirables médicamenteux sont 2 fois plus fréquents en moyenne après 65 ans et 10 à 20 % d’entre eux conduisent à une hospitalisation. Pourtant près des 2/3 pourraient être évités.

Les effets indésirables qui pourraient être évités sont le plus souvent la conséquence : 
- d’une erreur thérapeutique (mauvaise indication, non-respect des contre-indications, posologie excessive ou traitement trop prolongé)
- d’une mauvaise observance du traitement
- ou d’une automédication inappropriée chez ces patients âgés et fragiles, traités pour plusieurs pathologies. »

### Quels sont les risques (symptômes)?
Les risques diffèrent selon les médicaments en cause. Il peut s'agir d'hémorragie (prise d'un anticoagulant), de vomissements, de réactions dermatologiques, de malaise ou chute (antihypertenseurs, somnifères, etc.), d'insuffisance rénale, ou de maladies complexes (myofasciite à macrophages par exemple), de syndrome métabolique (prise de plusieurs neuroleptiques associés ou non avec des antiépileptiques, des benzodiazépines), etc.

### Comment l'éviter?
Au niveau du particulier, il faut respecter l'ordonnance à la lettre (horaires de prise, dosage, durée du traitement) et informer tous les médecins consultés des médicaments que l'on prend. 
Mais cette approche est souvent insuffisante, car par exemple le médecin à l'origine de la prescription n'est pas toujours informé des autres médicaments pris par le patient, ni des nombreuses interactions entre les médicaments. 
Le pharmacien qui connaît son patient et ses habitudes en matière de médicaments, ou qui constate que des médicaments sur une ou plusieurs ordonnances sont incompatibles entre eux, peut jouer un rôle considérable pour éviter de telles interactions néfastes entre médicaments. Pour lutter contre la iatrogénèse, le Dossier Pharmaceutique du patient est consultable dans toutes les officines françaises. Il permet la visualisation par le pharmacien de l'ensemble des délivrances de médicaments dits « classiques » (par opposition aux médicaments biologiques), d'un patient sur les 4 derniers mois, qu'elles aient été délivrées par lui ou par d'autres officines,.
Une nécessaire approche systémique
D'une manière plus générale, il est nécessaire d'appréhender la question sous l'angle systémique, car on impute, à l'hôpital, plus de 80 % des causes profondes des événements indésirables à l'organisation (de l'hôpital, des soins).
En ce qui concerne la France, « la iatrogénèse reste en grande partie évitable et la maîtrise du risque s’inscrit à la fois dans le domaine de la qualité des soins et dans celui de la sécurité sanitaire. » « À partir de cinq enquêtes épidémiologiques rétrospectives effectuées en France sur revue de dossier médical, la part d'iatrogénèse globale évitable se situerait entre 30 % et plus de 50 % (très probablement 30 % pour l’infection nosocomiale). »

## Les objectifs du Ministère de la Santé français
Le Ministère de la Santé français s'est donné, pour 2008, des objectifs : 
- réduire d'1/3 la fréquence des événements iatrogènes graves (EIG) évitables lors des séjours hospitaliers ;
- réduire de 20 % l'incidence des infections nosocomiales secondaires à des actes invasifs ;
- réduire d'1/3 la prévalence de la iatrogénèse médicamenteuse hospitalière grave et évitable ;
- réduire d'1/3 le nombre annuel d'hospitalisations dues à un effet médicamenteux indésirable évitable ;
- réduire de 30 % les doses annuelles par habitant secondaires à une irradiation médicale à visée diagnostique ;
- réduire de 20 % le nombre de décès ayant la iatrogénèse comme cause principale.